# Ralph
Ralph is een voormalig vrachtwagenmerk uit Zuid-Afrika.
Het merk Ralph werd opgericht in 1968 door Ralph Lewis. De ontwerpen van de Ralph-vrachtwagens waren gebaseerd op de Kenworth-vrachtwagens maar waren aangepast om goed te kunnen functioneren onder de Afrikaanse omstandigheden. Om de vrachtwagens te ontwikkelen gebruikte Ralph onderdelen van verschillende andere bedrijven zoals Allison, Spicer, Rockwell, Detroit Diesel en Cummins.

## Modellen
- een 105 ton laadvermogen tankwagen voor het Zuid-Afrikaanse leger.
- een kiepwagen met 50 ton laadvermogen.
- een trekker voor het zwaartransport met 500 ton laadvermogen.